# Govern Federal de Bèlgica
El Govern Federal de Bèlgica (neerlandès Belgische regering, francès gouvernement fédéral de Belgique) és la branca del poder executiu del regne de Bèlgica i és compost per un màxim de 15 ministres, en general de coalició de diversos partits. Formalment, els ministres són nomenats pel rei de Bèlgica, si és possible amb el mateix nombre de francòfons i flamencs. El govern és encapçalat pel primer ministre.

## Formació del Govern
El Rei nomena i revoca els ministres. Abans d'això, primer fa consultes: els presidents de cada Cambra del Parlament, els presidents dels partits polítics, de sindicats, algunes vegades als Ministres d'Estat. Després nomena un informant, qui és responsable d'elaborar un informe basat en consultes, a continuació un formador, que és responsable del desenvolupament de la composició i el programa del futur govern. El primer ministre és designat tan aviat com s'arribi a un acord per al formador (en general és nomenat primer ministre). Els altres ministres i secretaris d'Estat són nomenats a proposta del formador. Finalment, la Cambra de Representants és encarregada de procedir al vot de confiança.

## El Consell de Ministres
El govern federal és format per 15 ministres que componen el Consell de Ministres, set francesos i set flamencs, a més del mateix primer ministre es considera lingüísticament neutre. Els secretaris d'Estat poden estar associats als ministres sense criteris de paritat lingüística. Formen part del govern, però estan exclosos del Consell de Ministres.
Els ministres i secretaris d'Estat són responsables davant la Cambra de Representants de Bèlgica. Des de 1995, un ministre ja no pot ser alhora ministre i diputat, ja que el govern és un govern de legislatura: no pot ser obligat a dimitir a menys que la Cambra de Representants aprovi una moció de censura i designi una majoria alternativa.

## Els departaments ministerials
Els ministres es reagrupen de la manera següent:
- El Consell de ministres, responsable del disseny de la política governamental, pren les decisions importants i aprova els projectes de llei després d'haver-les en virtut de la llei.
- El Consell de Govern comprèn també els secretaris d'Estat, només es reuneix per a les decisions més importants.
- Els Comitès Ministerials, formats per a preparar les decisions que ha d'adoptar el Consell de Ministres o el Consell de Govern.
- El Consell de la Corona, integrat pel Govern i els Ministres d'Estat; només es reuneix sota la presidència del Rei durant les crisis greus.

## Les funcions de govern
- Legislativa: Els ministres prepararen i aproven els avantprojectes de llei.
- Pressupostària: elabora el pressupost de l'Estat (sotmès a l'aprovació posterior de la Cambra de Representants).
- Execució de lleis: és responsable de l'aplicació de les lleis en vigor.
- Internacional: dirigeix les relacions internacionals (conclusió i ratificació dels tractats).
- Poder de nomenament: El Rei nomenarà els funcionaris, jutges, governadors i alcaldes (burgmestres).